# هاينريش كرويتس
هاينريش كروتز (بالألمانية: Heinrich Kreutz)‏ ( 8 سبتمبر 1854 - 13 يوليو 1907 ) عالم فلك الألماني، أبرز دراسته كانت مدارات المذنبات من نوع مذنب راعي الشمس و من أشهر عائلات مذنبات راعي الشمس مجموعة كروتز المنسوبة إلية وهو الذي برهن بأنها كانت ذات صلة ببعضها . ويعتقد أنها شظايا مذنب واحد كبير تفكك قبل عدة قرون.
ولد كروتز في المدينة الألمانية زيغن الواقعة في ولاية شمال الراين-وستفاليا عام 1854 ، و حصل على درجة الدكتوراه من جامعة بون في عام 1880 على دراستة لمدار المذنب C / 1861 J1. وفي عام 1882 انتقل إلى كييل، وعمل في المراصد والجامعات هناك .
في عام 1896 أصبح رئيس تحرير مجلة Astronomische Nachrichten (الملاحظات الفلكية ) ، المجلة الرائدة في مجال الفلك في ذلك الوقت، وتولى هذا المنصب حتى وفاته في عام 1907 .